# 栟茶站
栟茶站位于中华人民共和国江苏省南通市如东县栟茶镇，是海洋铁路上的火车站，于2014年1月16日启用营运，由中国铁路上海局集团新长车务段管辖。

## 歷史
- 2014年1月16日启用营运。

## 車站周邊
- 关口村工业园区

## 外部連結
- 中国铁路客户服务中心 （页面存档备份，存于）